# Niedźwiedź (gemeente)
De gemeente Niedźwiedź is een landgemeente in het Poolse woiwodschap Klein-Polen, in powiat Limanowski.
De zetel van de gemeente is in Niedźwiedź.
Op 30 juni 2004 telde de gemeente 6723 inwoners.

## Oppervlakte gegevens
In 2002 bedroeg de totale oppervlakte van gemeente Niedźwiedź 74,44 km², waarvan:
- agrarisch gebied: 38%
- bossen: 55%

De gemeente beslaat 7,82% van de totale oppervlakte van de powiat.

## Demografie
Stand op 30 juni 2004:
| Omschrijving                   | Totaal | Totaal | Vrouwen | Vrouwen | Mannen | Mannen |
| ------------------------------ | ------ | ------ | ------- | ------- | ------ | ------ |
| eenheid                        | aantal | %      | aantal  | %       | aantal | %      |
| inwoners                       | 6723   | 100    | 3271    | 48,7    | 3452   | 51,3   |
| bevolkingsdichtheid (inw./km²) | 90,3   | 90,3   | 43,9    | 43,9    | 46,4   | 46,4   |

In 2002 bedroeg het gemiddelde inkomen per inwoner 1506,41 zł.

## Administratieve plaatsen (sołectwo)
Konina, Niedźwiedź, Podobin, Poręba Wielka.

## Aangrenzende gemeenten
Kamienica, Mszana Dolna, Mszana Dolna, Nowy Targ, Rabka-Zdrój